# Belbimbre
Belbimbre – gmina w Hiszpanii, w prowincji Burgos, w Kastylii i León, o powierzchni 10,23 km². W 2011 roku gmina liczyła 76 mieszkańców.